# Anna Alexejewna Matjuschkina

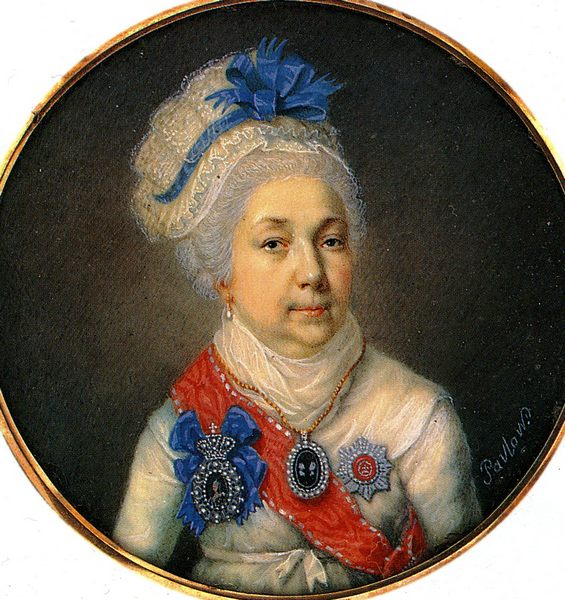
Anna Alexejewna Matjuschkina

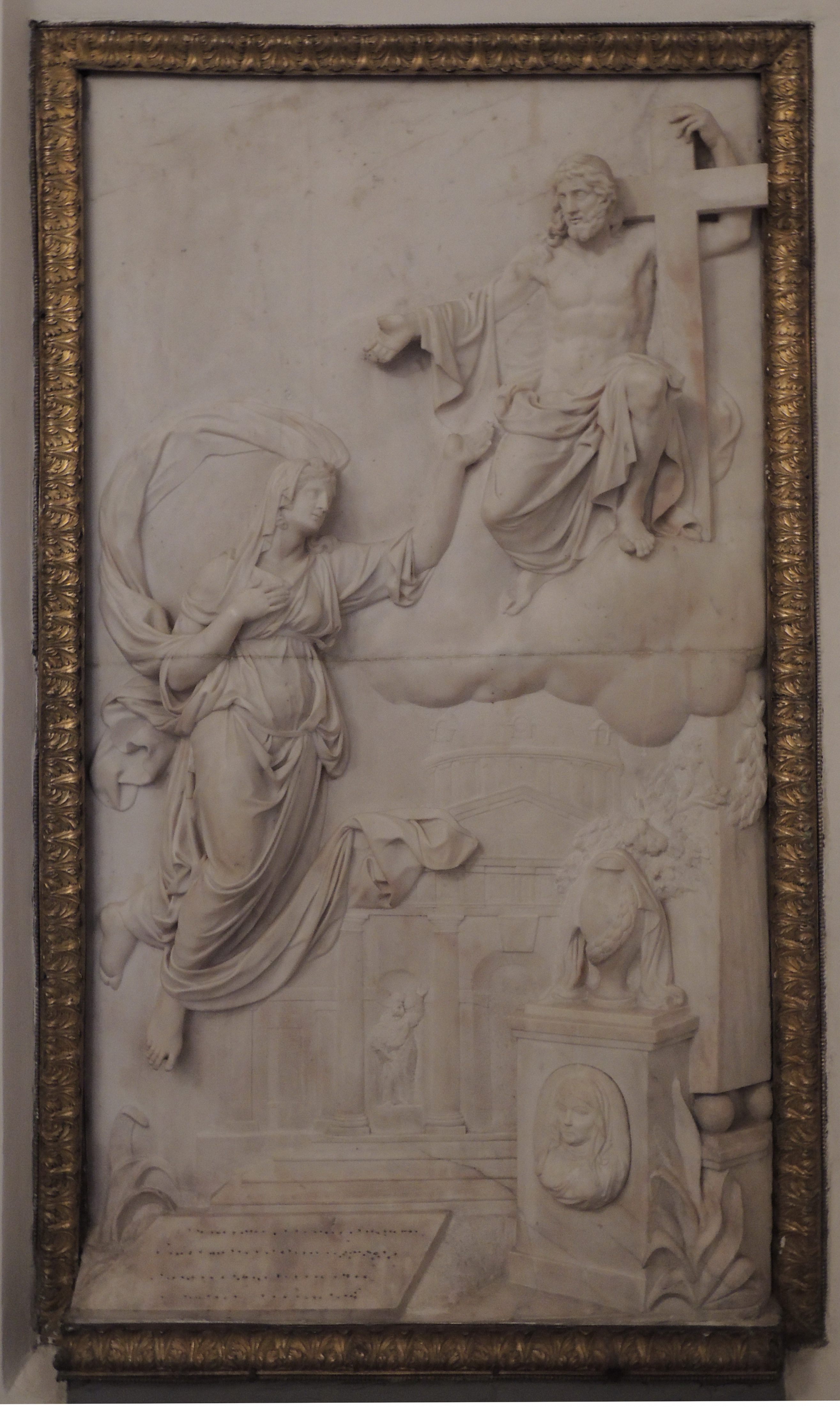
Grabstein

Gräfin Anna Alexejewna Matjuschkina (russisch Анна Алексеевна Матюшкина) (* 1722; † 3. Mai 1804) war eine russische Adlige, Obersthofmeisterin und Vertraute von Zarin Katharina II.

## Leben
Sie entstammte dem russischen Hochadelsgeschlechts Gagarin. Ihre Eltern waren Alexei Matwejewitsch Gagarin, Sohn des ersten Gouverneurs von Sibirien Matwei Petrowitsch Gagarin und Anna Petrowna Schafirowa, Tochter des russischen Vizekanzlers Peter Pawlowitsch Schafirow. Anna Alexejewna Matjuschkina diente Zarin Elisabeth Petrowna als Hofdame und war die persönliche Freundin und Vertraute von Zarin Katharina II. die sie 1762 zur Staatsdame ernannte. Anna Alexejewna Matjuschkina heiratete Graf Dmitri Michailowitsch Matjuschkin (* 1725; † 1800).  Aus der Ehe gingen die Kinder Sofia (* 1755; † 1796) und Nikolai (* 1756; † 1775) hervor. Sie starb am 3. Mai 1804. Ihr Grabmal befindet sich in der Mariä-Verkündigungs-Kirche des Alexander-Newski-Klosters in Sankt Petersburg.

## Auszeichnungen
- Russischer Orden der Heiligen Katharina